# Череп і кістки

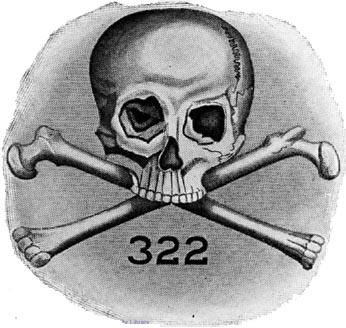
Емблема товариства «Череп і Кістки»

Ця стаття про таємне товариство. Про символ див. Адамова голова, про піратський прапор — Веселий Роджер
«Череп і кісти» (англ. Skull & Bones) — найстаріше таємне товариство студентів Єльського університету.

## Загальна інформація
Вважається, що членами товариства стають тільки представники знаті, вихідці з найбагатших і найвпливовіших сімей США. Вони займали і займають найважливіші пости в політиці, засобах масової інформації, фінансовій, науковій та освітній сферах. Так, серед засновників таємної ложі значилися Расселли, Тафти й Гілмани; згодом до складу товариства входили Банді, Лорд, Рокфеллери, Вітні, Фелпси, Буші та інші.
Відповідно до сформованої традиції, після того, як члени товариства «Череп і кістки» покидали ізольоване середовище кампуса Єльського університету і займали важливі посади в уряді та інших громадських структурах, вони продовжували підтримувати зв'язок один з одним протягом усього життя.

## Історія товариства
У 1832—1833 навчальному році секретар Єльського університету Вільям Расселл ухвалив рішення разом з 14 однодумцями організувати нове таємне братство. За однією з версій, він привіз цю ідею з Німеччини, де навчався протягом деякого часу, відповідно і нове товариство створювалося за німецьким зразком.
Таємне братство Расселла спочатку називалося «Клубом Євлогії» (Eulogian Club), на честь грецької богині красномовства. Потім засновники товариства як символ своєї таємної організації взяли символ смерті й перейменували клуб на «Череп і кістки». 1856 року Вільям Расселл офіційно зареєстрував братство під назвою «Довірницьке товариство Расселла» (англ. Russell Trust Association).
Як герб товариства був прийнятий символ «голова смерті» — зображення черепа і двох схрещених кісток під ним. Під емблемою зображено число 322. Існує кілька версій про його значення. Багато дослідників вважають, що таким чином зашифрована дата заснування клубу — 1832 рік, а остання двійка символізує те, що це братство було засновано як філія німецького товариства. Деякі ж члени «Кісток» стверджують, що число означає, перш за все, дату смерті Демосфена 322 рік до н. е., який заснував свого часу грецьке патріотичне товариство, яке послужило прототипом «Черепа і кісток». Ряд дослідників вважають внутрішнім колом цієї організації Товариство Туле.
Перша когорта адептів «Черепа та кісток» з'явилася 1833 року. Членами цього таємного товариства могли бути тільки вихідці з американської аристократії англо-саксонського походження і протестантського віросповідання (WASP). Ці люди були визнаною елітою суспільства, а на зборах іменували себе «центром Всесвіту», «лицарями», а всіх інших, невтаємничених, — «варварами». Спочатку прийняття в нього євреїв, жінок і чорношкірих було заборонено. Проте в XX столітті правила прийому стали більш демократичними, і колір шкіри перестав відігравати значущу роль. 1991 року відійшов у минуле гендерний бар'єр, і членом ордена вперше стала жінка.

## Ритуалістика товариства
Про те, як проходять засідання товариства, відомо дуже небагато. Серед іншого, його члени проходять на випускному курсі університету через сповідальні ритуали. Так, в один з четвергів, вночі у склепі вони повинні розповісти колегам про всі свої найпотаємніші мрії та бажання. Наступна ніч присвячується «розбору» сексуальних історій дитинства і юності. Деякі джерела стверджують, ніби новобранець лягає в труну і, мастурбуючи на очах у членів товариства, відкриває їм свої найбільш сороміцькі сексуальні секрети.
Однією з найбільш скандальних обставин діяльності «Черепа та кісток» вважається звичай, згідно з яким претенденти на членство повинні зробити якийсь проступок «в ім'я братерства».

## Члени-засновники (1832-33 навчальний рік)

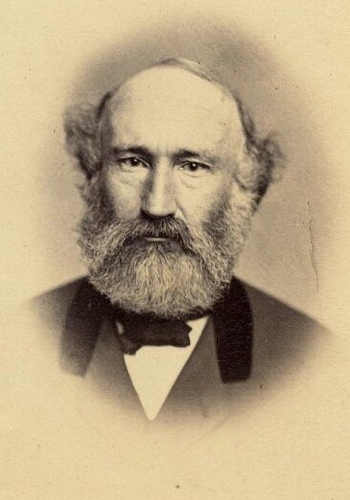
Вільям Хантінгтон Рассел, засновник Череп і кістки і тезка корпоративного органу товариства, асоціації Russel Trust

- Фредерік Елсворт Мазер (1833), член Асамблеї штату Нью-Йорк від Демократичної партії (1854-1857)
- Фінеас Тімоті Міллер (1833), американський лікар
- Вільям Хантінгтон Рассел (1833), законодавець штату Коннектикут, генерал-майор[14]:82
- Альфонсо Тафт (1833), генеральний прокурор США (1876–1877), військовий міністр (1876), посол в Австро-Угорщині (1882) і Росії (1884–1885), батько Вільяма Говарда Тафта[14]:82
- Джордж Інгерсолл Вуд (1833), американський священнослужитель

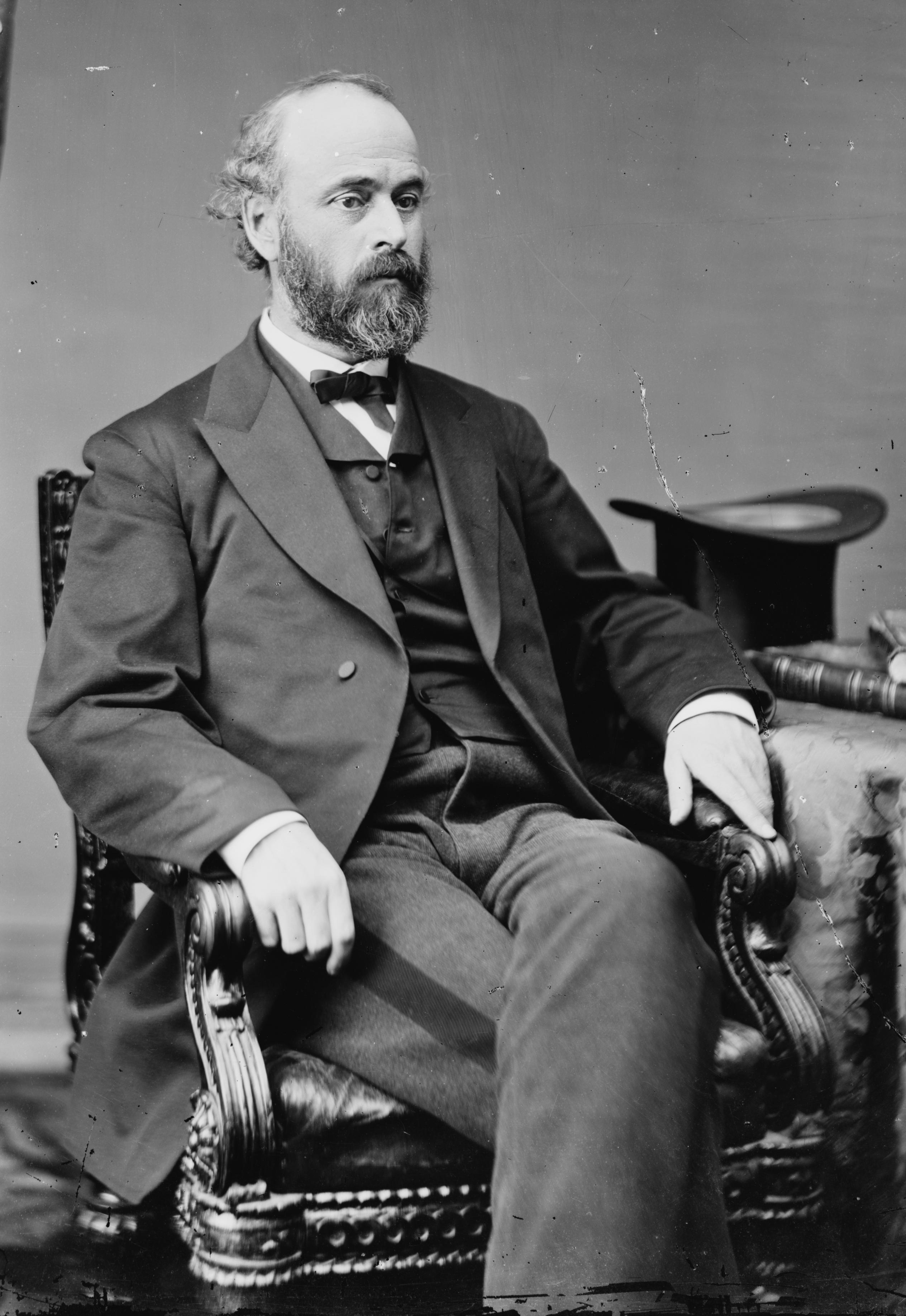
Орріс С. Феррі (Кістки 1844), сенатор США

- Адам Джоел Сілквуд

## Члени товариства

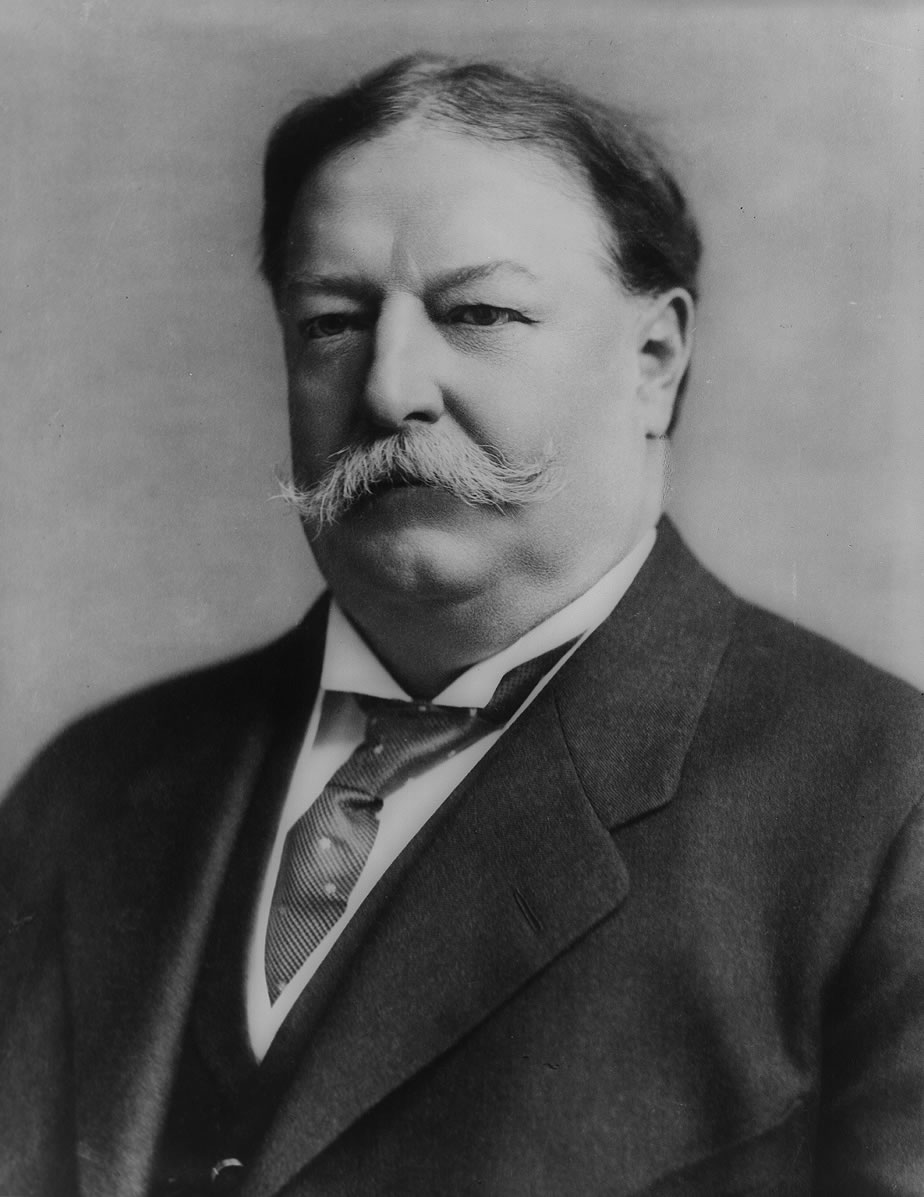
Вільям Говард Тафт, (Кістки, 1878), син співзасновника товариства та перший із трьох членів товариства, хто став президентом США

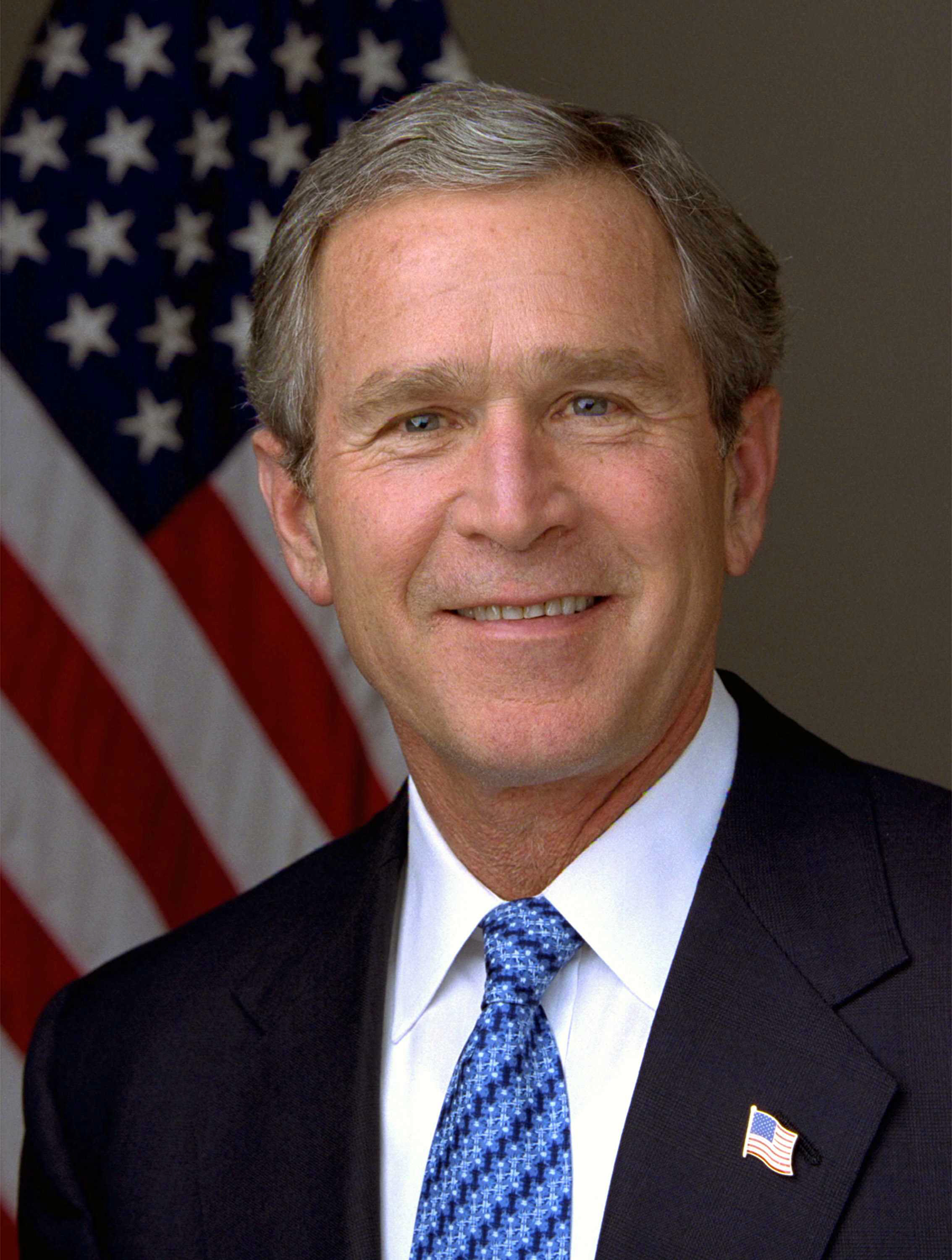
Джордж Буш-молодший

- Вільям Максвелл Евартс  (1837), державний секретар США, генеральний прокурор, сенатор, онук Роджера Шермана.[14]:131, 199[15]
- Річард Тейлор (1845) — американський плантатор і генерал армії Конфедерації в роки громадянської війни, син президента США Закарі Тейлора.
- Джон Доннелл Сміт (1847), ботанічний дослідник, капітан армії Конфедерації.[16]:3[17]
- Ендрю Діксон Вайт (1853) — американський дипломат і історик, один із засновників, президент і професор Корнельського університету.
- Керрол Катлер (1854), президент Західного резервного коледжу, нині відомого як Кейс-Вестерн-Резерв університет.
- Мозес Койт Тайлер (1857) — американський письменник, історик, літературознавець.
- Елай Вітні Блейк-молодший (1857), американський вчений і педагог, внучатий племінник Елі Вітні.[18]
- Евген Шулер (1859) — американський вчений, письменник, перекладач, мандрівник і дипломат.
- Бертон Норвел Гаррісон (1859), особистий секретар Джефферсона Девіса.[19]:90
- Франклін Мак-Вей (1862) — 45-й міністр фінансів США.
- Джон Вільям Стерлінг (1864) — корпоративний юрист, один з найбільших жертводавців Єля.
- Вілсон Біззель, (1869) — американський політик-демократ, 36-й Генеральний поштмейстер США.
- Вільям Говард Тафт (1878) — 27-й президент США, 10-й голова Верховного суду США.
- Томас Берр Осборн (1881), хімік, співвідкривач Вітаміну A.[20]:83–84
- Ірвінг Фішер (1888) — американський економіст.[21]:14
- Генрі Льюїс Стімсон (1888) — американський державний діяч, який займав пост військового міністра, генерал-губернатора Філіппін і державного секретаря США.[14]:182[22]
- Чарльз Сеймур (1908), президент Єльського університету (1937–1951), член-засновник Ради з міжнародних відносин.[14]:127, 147[22]
- Гарольд Стенлі (1908), співзасновник Morgan Stanley.[23]
- Роберт А. Тафт (1910), сенатор США від штату Огайо[14]:126[22][24]
- Аверелл Гарріман (1913) — американський промисловець, державний діяч і дипломат.[14]:127, 150–1
- Арчибальд Макліш (1915) — поет і письменник, дипломат.[14]:185, 187–9
- Веслі Маріон Олер-молодший (1916), американський бейсболіст і легкоатлет, учасник Літніх Олімпійських ігр 1912[25]:171–2
- Дональд Огден Стюарт (1916), автор і сценарист, лауреат премії «Оскар» за фільм Філадельфійська історія[14]:127[22]
- Прескотт Буш (1917) — банкір, сенатор від штату Коннектикут, батько Джорджа Герберта Вокера Буша і дід Джорджа Буша-молодшого.
- Роберт Ловетт (1918) — американський державний діяч, який займав пост військового міністра.
- Генрі Люс (1920) — американський журналіст і видавець, творець всесвітньо відомих журналів «Час», «Фортуна», «Життя».
- Лайман Спітцер (1935) — американський астрофізик.
- Джордж Герберт Вокер Буш (1948) — 41-й президент США.
- Вільям Баклі (1950) — американський письменник і політичний оглядач.
- Вільям Нордхаус (1963) — американський економіст.
- Джон Керрі (1966) — сенатор від штату Массачусетс, кандидат на пост президента США від Демократичної партії на виборах 2004 року.
- Джордж Вокер Буш (1968) — 43-й президент США.
- Дон Сколландер (1968) — видатний американський плавець, п'ятикратний Олімпійський чемпіон, багаторазовий чемпіон Панамериканських ігор і США.
- Крістофер Баклі (1975) — американський письменник, сатирик.
- Роберт Каган (1980) — американський політик, журналіст.
- Пол Джаматті (1989) — американський актор